# Gjöll
Gjöll (altnordisch: Gjǫll: "der Lärmende, der Brausende") ist in der nordischen Mythologie der Totenfluss am Rande der Unterwelt Hel. 

## Totenfluss Gjöll
Gjöll entspringt laut Snorri Sturluson in der Grímnismál der Quelle Hvergelmir und fließt gemäß der Gylfaginning als Grenzfluss entlang der Menschenwelt Midgard und Unterwelt Helheim, in der Nähe der Einzäunung Helgrind, ehe er gänzlich in der Unterwelt verschwindet. Die goldene Jenseitsbrücke Gjallarbrú, die von der Riesin Móðguðr (Modgud) aus dem Geschlecht der Jötun bewacht wird, überspannt den Fluss, der zu den Élivágar gehört. Vor dem Eingang nach Helheim wacht der Höllenhund Garm und lässt alle an Krankheiten und Altersschwäche gestorbenen Neuankömmlinge passieren, die ins Totenreich der Hel wollen.

## Steinplatte Gjöll
Gjöll ist laut Snorri Sturlusons Gylfaginning auch der Name einer Steinplatte, an die der Fenriswolf gebunden ist. Er reißt sich von dieser am Weltuntergang Ragnarök los. Der Name hängt vielleicht mit dem Heulen des Wolfes zusammen. Ein Zusammenhang mit dem Fluss besteht nicht.